# Újpest Football Club 1930-1931
Questa voce raccoglie le informazioni riguardanti l'Újpest Football Club nelle competizioni ufficiali della stagione 1930-1931.

## Rosa
| N. |                     | Ruolo | Calciatore      |
| -- | ------------------- | ----- | --------------- |
|    | Ungheria (bandiera) | P     | Rezső Huber     |
|    | Ungheria (bandiera) | P     | János Aknai     |
|    | Ungheria (bandiera) | D     | József Fogl     |
|    | Ungheria (bandiera) | D     | Gyula Dudás     |
|    | Ungheria (bandiera) | D     | Károly Kővágó   |
|    | Ungheria (bandiera) | D     | Jenő Ligeti     |
|    | Ungheria (bandiera) | C     | Ferenc Borsányi |
|    | Ungheria (bandiera) | C     | János Köves     |
|    | Ungheria (bandiera) | C     | János Víg       |
|    | Ungheria (bandiera) | C     | Béla Volentik   |
|    | Ungheria (bandiera) | C     | Antal Szalay    |

| N. |                     | Ruolo | Calciatore    |  |
| -- | ------------------- | ----- | ------------- |  |
|    | Ungheria (bandiera) | A     | Gábor Szabó   |  |
|    | Ungheria (bandiera) | A     | Albert Ströck |  |
|    | Ungheria (bandiera) | A     | István Avar   |  |
|    | Ungheria (bandiera) | A     | Illés Spitz   |  |
|    | Ungheria (bandiera) | A     | János Stófián |  |
|    | Ungheria (bandiera) | A     | Miklós Sáros  |  |
|    | Ungheria (bandiera) | A     | Vilmos Possák |  |
|    | Ungheria (bandiera) | A     | József Kármán |  |
|    | Ungheria (bandiera) | A     | János Havas   |  |
|    | Ungheria (bandiera) | A     | István Lukács |  |

## Statistiche
| Giocatore   | Nemzeti Bajnokság I | Nemzeti Bajnokság I | Nemzeti Bajnokság I | Nemzeti Bajnokság I | Coppa Mitropa | Coppa Mitropa | Coppa Mitropa | Coppa Mitropa | Magyar Kupa | Magyar Kupa | Magyar Kupa | Magyar Kupa | Totale   | Totale | Totale      | Totale     |
| Giocatore   | Presenze            | Reti                | Ammonizioni         | Espulsioni          | Presenze      | Reti          | Ammonizioni   | Espulsioni    | Presenze    | Reti        | Ammonizioni | Espulsioni  | Presenze | Reti   | Ammonizioni | Espulsioni |
| ----------- | ------------------- | ------------------- | ------------------- | ------------------- | ------------- | ------------- | ------------- | ------------- | ----------- | ----------- | ----------- | ----------- | -------- | ------ | ----------- | ---------- |
| J. Aknai    | 5                   | 0                   |                     |                     | 4             | 0             |               |               | ?           | ?           |             |             | 9+       | 0+     | 0           | 0          |
| I. Avar     | 21                  | 19                  |                     |                     | 4             | 4             |               |               | ?           | ?           |             |             | 25+      | 23+    | 0           | 0          |
| F. Borsányi | 22                  | 1                   |                     |                     | 4             | 0             |               |               | ?           | ?           |             |             | 26+      | 1+     | 0           | 0          |
| G. Dudás    | 18                  | 0                   |                     |                     | 4             | 0             |               |               | ?           | ?           |             |             | 22+      | 0+     | 0           | 0          |
| J. Fogl     | 19                  | 0                   |                     |                     | 2             | 0             |               |               | ?           | ?           |             |             | 21+      | 0+     | 0           | 0          |
| J. Havas    | 1                   | 0                   |                     |                     | 0             | 0             |               |               | ?           | ?           |             |             | 1+       | 0+     | 0           | 0          |
| R. Huber    | 17                  | 0                   |                     |                     | 0             | 0             |               |               | ?           | ?           |             |             | 17+      | 0+     | 0           | 0          |
| J. Kármán   | 3                   | 2                   |                     |                     | 0             | 0             |               |               | ?           | ?           |             |             | 3+       | 2+     | 0           | 0          |
| K. Kővágó   | 5                   | 0                   |                     |                     | 2             | 0             |               |               | ?           | ?           |             |             | 7+       | 0+     | 0           | 0          |
| J. Köves    | 11                  | 0                   |                     |                     | 1             | 0             |               |               | ?           | ?           |             |             | 12+      | 0+     | 0           | 0          |
| J. Ligeti   | 2                   | 0                   |                     |                     | 0             | 0             |               |               | ?           | ?           |             |             | 2+       | 0+     | 0           | 0          |
| I. Lukács   | 1                   | 1                   |                     |                     | 0             | 0             |               |               | ?           | ?           |             |             | 1+       | 1+     | 0           | 0          |
| V. Possák   | 4                   | 4                   |                     |                     | 0             | 0             |               |               | ?           | ?           |             |             | 4+       | 4+     | 0           | 0          |
| M. Sáros    | 9                   | 4                   |                     |                     | 0             | 0             |               |               | ?           | ?           |             |             | 9+       | 4+     | 0           | 0          |
| I. Spitz    | 21                  | 14                  |                     |                     | 4             | 1             |               |               | ?           | ?           |             |             | 25+      | 15+    | 0           | 0          |
| J. Stófián  | 10                  | 3                   |                     |                     | 3             | 3             |               |               | ?           | ?           |             |             | 13+      | 6+     | 0           | 0          |
| A. Ströck   | 22                  | 8                   |                     |                     | 4             | 0             |               |               | ?           | ?           |             |             | 26+      | 8+     | 0           | 0          |
| G. Szabó    | 22                  | 15                  |                     |                     | 4             | 2             |               |               | ?           | ?           |             |             | 26+      | 17+    | 0           | 0          |
| A. Szalay   | 4                   | 1                   |                     |                     | 0             | 0             |               |               | ?           | ?           |             |             | 4+       | 1+     | 0           | 0          |
| J. Víg      | 18                  | 0                   |                     |                     | 4             | 0             |               |               | ?           | ?           |             |             | 22+      | 0+     | 0           | 0          |
| B. Volentik | 8                   | 0                   |                     |                     | 4             | 0             |               |               | ?           | ?           |             |             | 12+      | 0+     | 0           | 0          |